# Бюнне
Бюнне (нід. Bunne) — село в нідерландській провінції Дренте. Входить до муніципалітету Тінарло.
Його площа становить 12,93 км², а населення станом на 2021 рік складало 235 осіб.
Перша згадка про населений пункт датується 1206 роком. 

## Історія
У 1840 році в Бунне проживало 110 осіб. У 1896 році в селі відкрився кооперативний молочний завод. Він закрився в 1968 році, а в 1971 році був перетворений на підприємство з виробництва металоконструкцій. Димову трубу знесли у 1980 році.

## Галерея

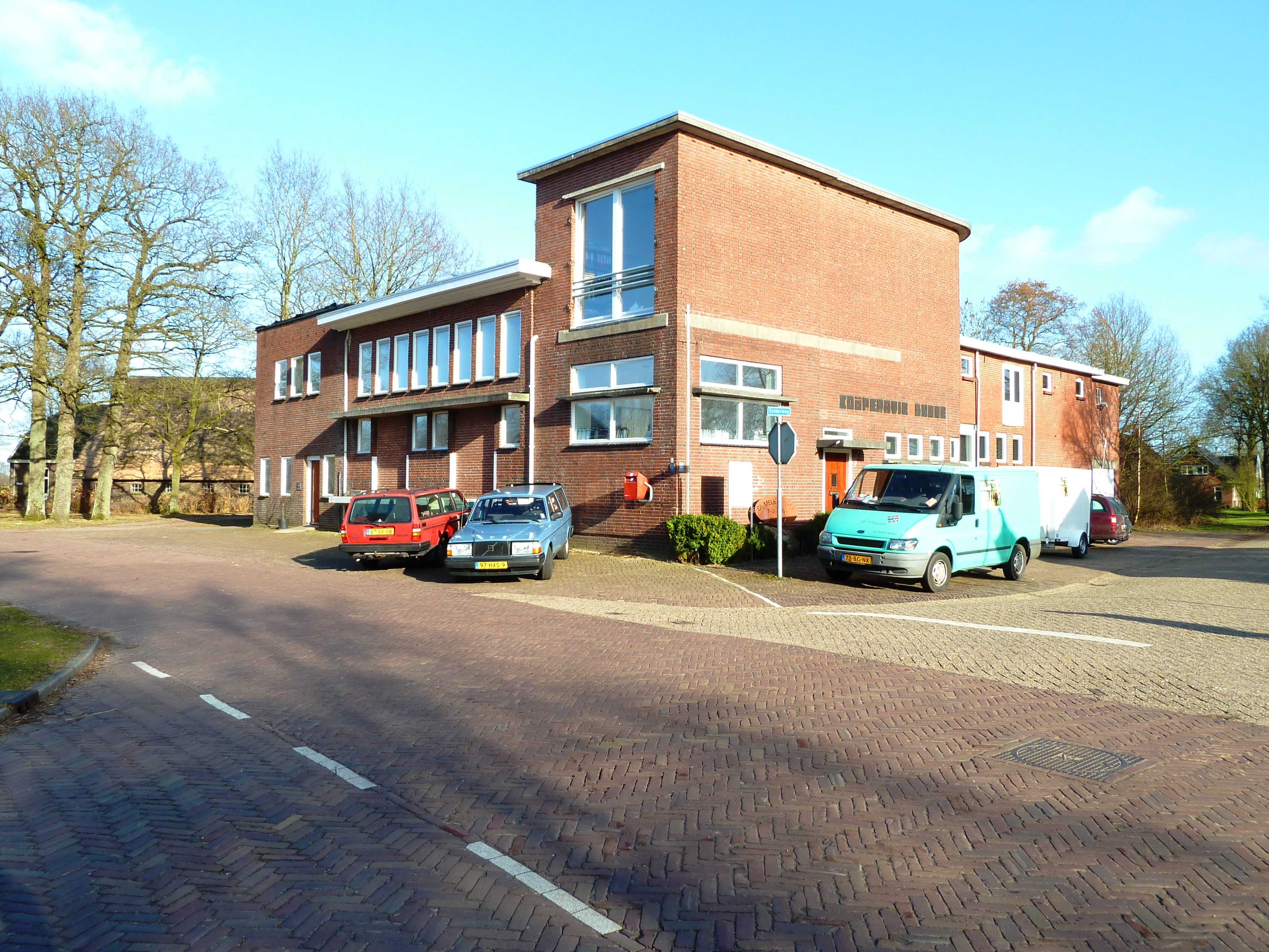
Молокозавод у Бюнне
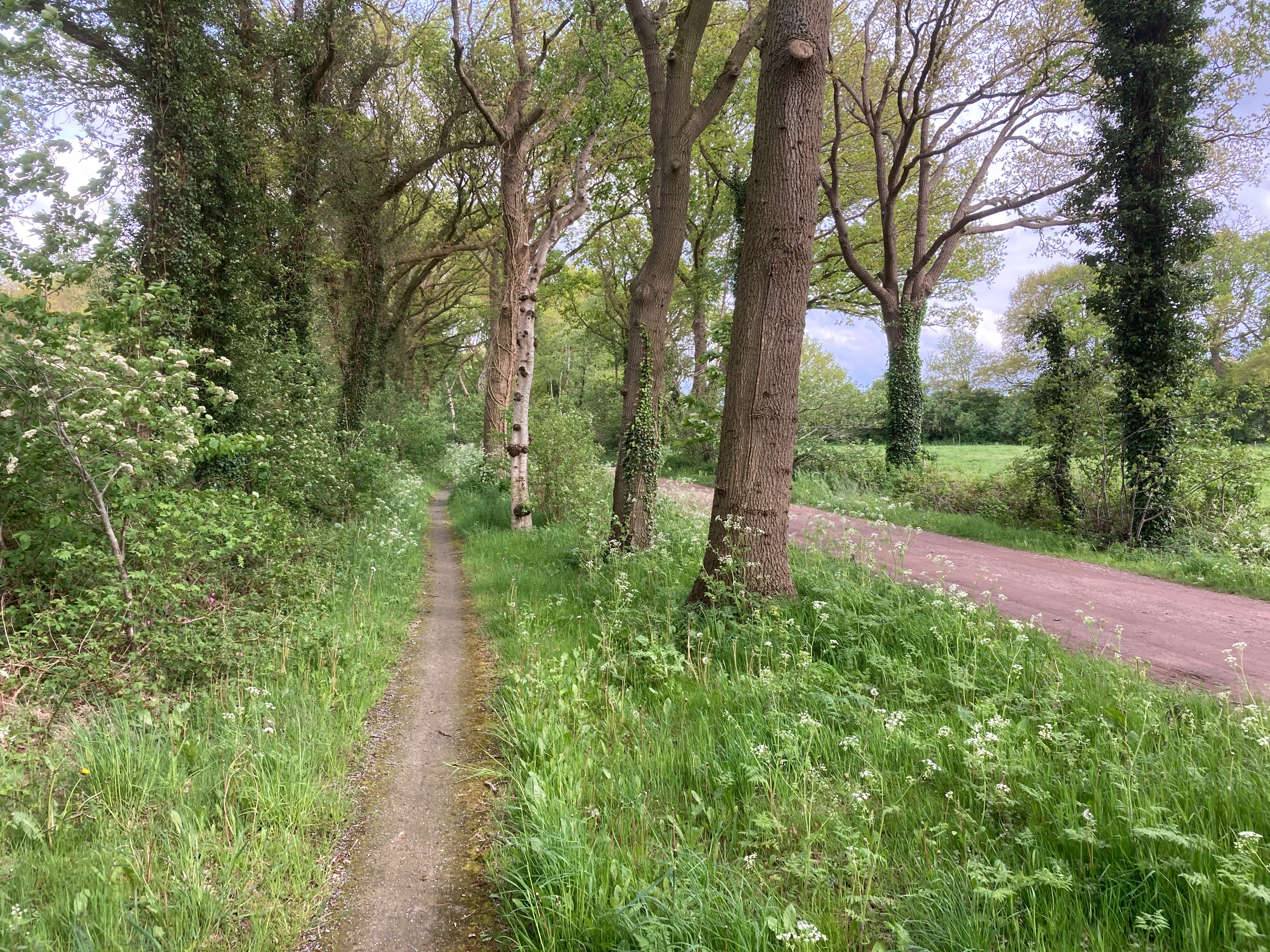
Дорога поблизу села